# Glonț expansiv

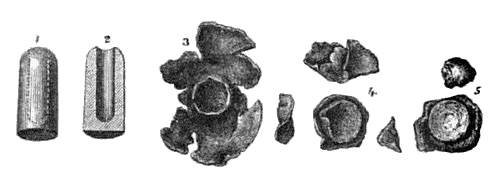
Desene din 1870 ale unui glonț de carabină cu vârful gol înainte de tragere (1, 2) și după recuperarea din vânat (3, 4, 5), care arată expansiunea și fragmentarea

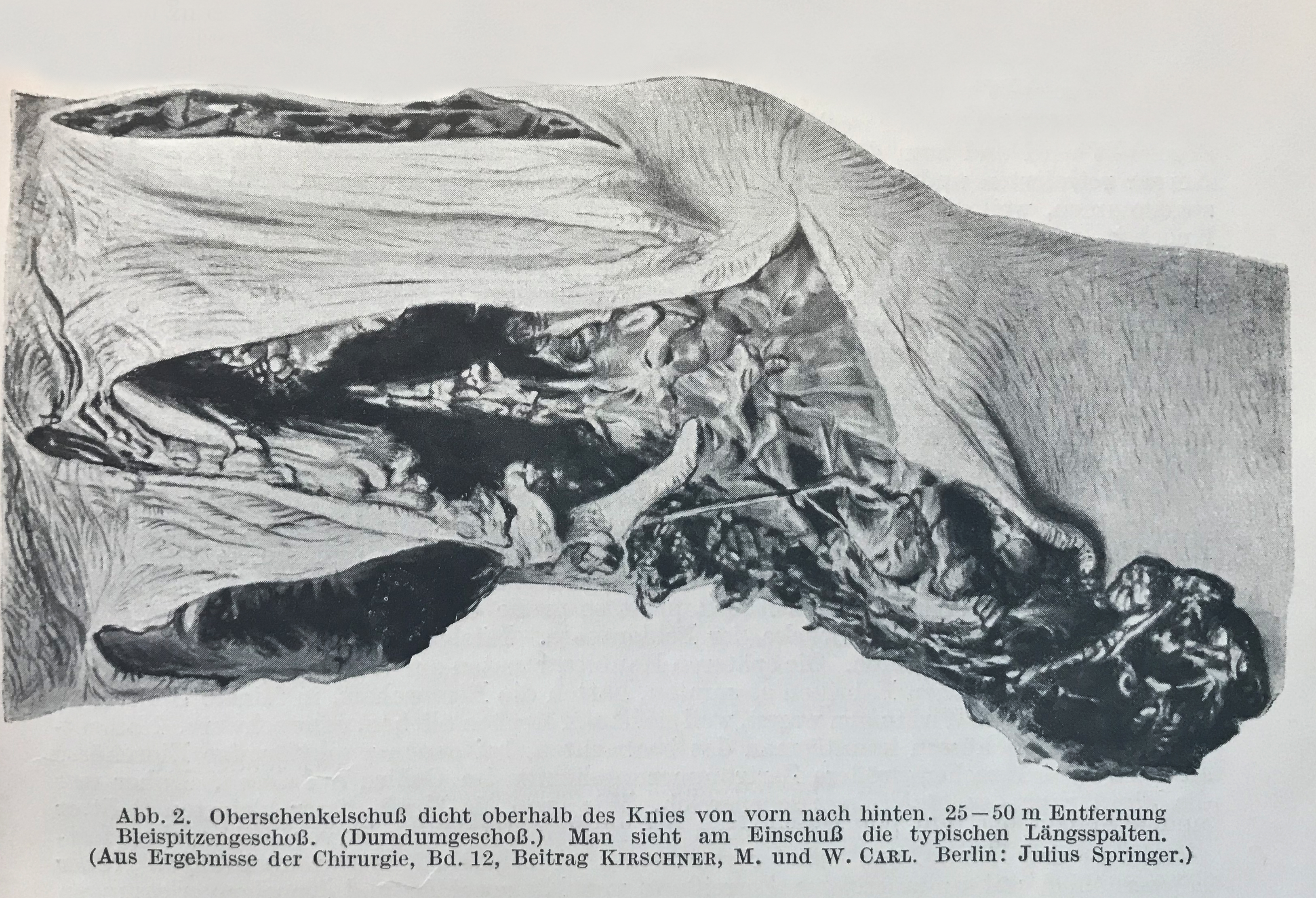
Picior ranit de un glonț dumdum

Gloanțele expansive, cunoscute și sub numele de „gloanțe dum-dum”, sunt tipuri de gloanțe concepute să se expandeze la impact. Această deformare crește diametrul glonțului, având ca scop reducerea capacității de perforare și producerea unei răni mai mari, rezultând astfel în provocarea de pagube mai severe țintei vii.
Din acest motiv, gloanțele expansive sunt utilizate la vânătoare și de majoritatea departamentelor de poliție, însă utilizarea lor în război este în general interzisă. Două tipuri comune de gloanțe expansive sunt cele cu vârf cav⁠(d) și cele cu vârf moale⁠(d).

## Funcționarea și utilizarea
Gloanțele expansive sunt proiectate să se expandeze la impact, uneori chiar și de două ori față de diametrul inițial. Acest lucru determină încetinirea glonțului și transferă o mai mare parte din energia sa cinetică către țintă, creând un canal de rană mai larg. Din acest motiv, gloanțele expansive sunt adesea folosite la vânătoare, deoarece puterea lor de oprire crește șansele unei doborâri rapide a animalului.
Există o serie de designuri utilizate pentru vânătoare, adaptate diferitelor tipuri de vânat și arme cu diferite viteze la gura țevii. Gloanțele folosite pentru vânatul de animale medii și mari necesită o putere de penetrare mai bună, ceea ce înseamnă că sunt proiectate să își mențină forma și să se expandeze mai puțin. Viteza cu care glonțul lovește ținta afectează gradul de expansiune și penetrare.
Un alt avantaj al gloanțelor expansive este faptul că acestea au o probabilitate mai mică de a străpunge complet ținta, iar dacă o fac, vor ieși cu o viteză mai redusă. Acest lucru reduce riscul de rănire accidentală a persoanelor din apropiere. Din acest motiv, dar și pentru a maximiza puterea de oprire, forțele de ordine folosesc gloanțe expansive.
Chiar și așa, este necesară o oarecare capacitate de penetrare, de exemplu pentru a trece prin parbrizul unei mașini sau prin haine groase. Un astfel de glonț are șanse mai mici să străpungă armura de corp sau echipamentul greu purtat pe corp.

## Nume

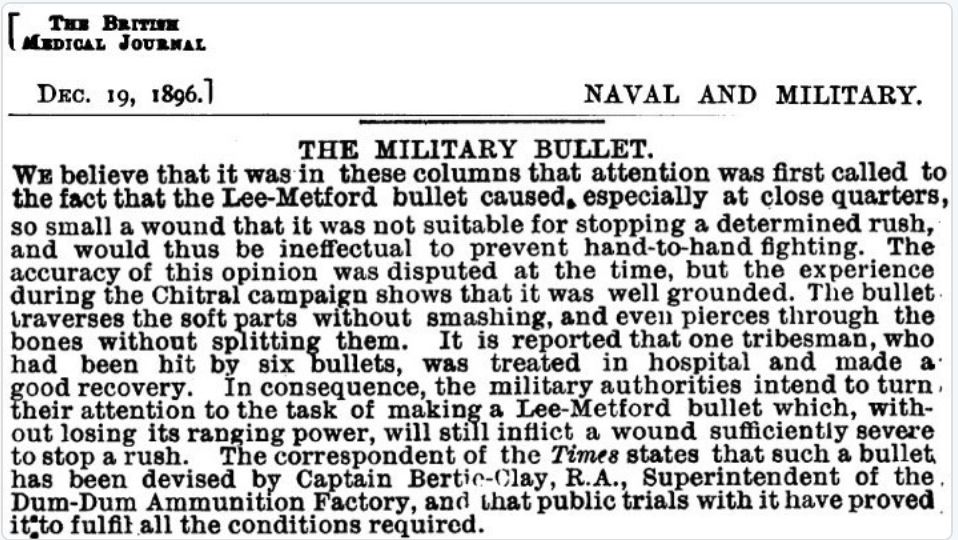
Imagine a articolului din British Medical Journal care descrie noul tip de glonț al căpitanului Bertie-Clay (British Medical Journal 1896;2:1810)

Gloanțele expansive au primit numele de „Dum-dum” după un tip timpuriu de muniție produs în Arsenalul Dum Dum⁠(d), din apropierea Calcuttei, India, de către căpitanul Neville Bertie-Clay.
Arsenalul producea mai multe tipuri de gloanțe expansive pentru cartușul britanic .303⁠(d), inclusiv cele cu vârf moale și vârf cav. Totuși, gloanțele expansive nu au fost o invenție a britanicilor; încă din mijlocul anilor 1870, gloanțele expansive cu vârf cav erau folosite frecvent la vânătoarea animalelor cu pielea subțire, cu puști de tip „express”⁠(d). Nici cartușul .303 nu a fost primul cartuș militar cu această caracteristică. Glontul vechiului cartuș .577 Snider⁠(d) avea un miez cav, provocând răni cunoscute pentru gravitatea lor.
Termenul „Dum-dum” aplicat altor tipuri de gloanțe expansive decât modelele timpurii .303 este considerat de cele mai multe surse din domeniul muniției și balisticii ca fiind un termen informal. Producătorii folosesc o varietate de termeni pentru a descrie construcția specifică a diferitelor tipuri de gloanțe expansive, majoritatea intrând în categoriile de gloanțe cu vârf moale sau vârf cav. Expansiunea propriu-zisă este uneori denumită „efect de ciupercă”.
Un alt nume timpuriu a fost glonțul „ciupercă” al Generalului Tweedie⁠(d), menționat în The New York Times în 1892.

## Istorie și evoluție

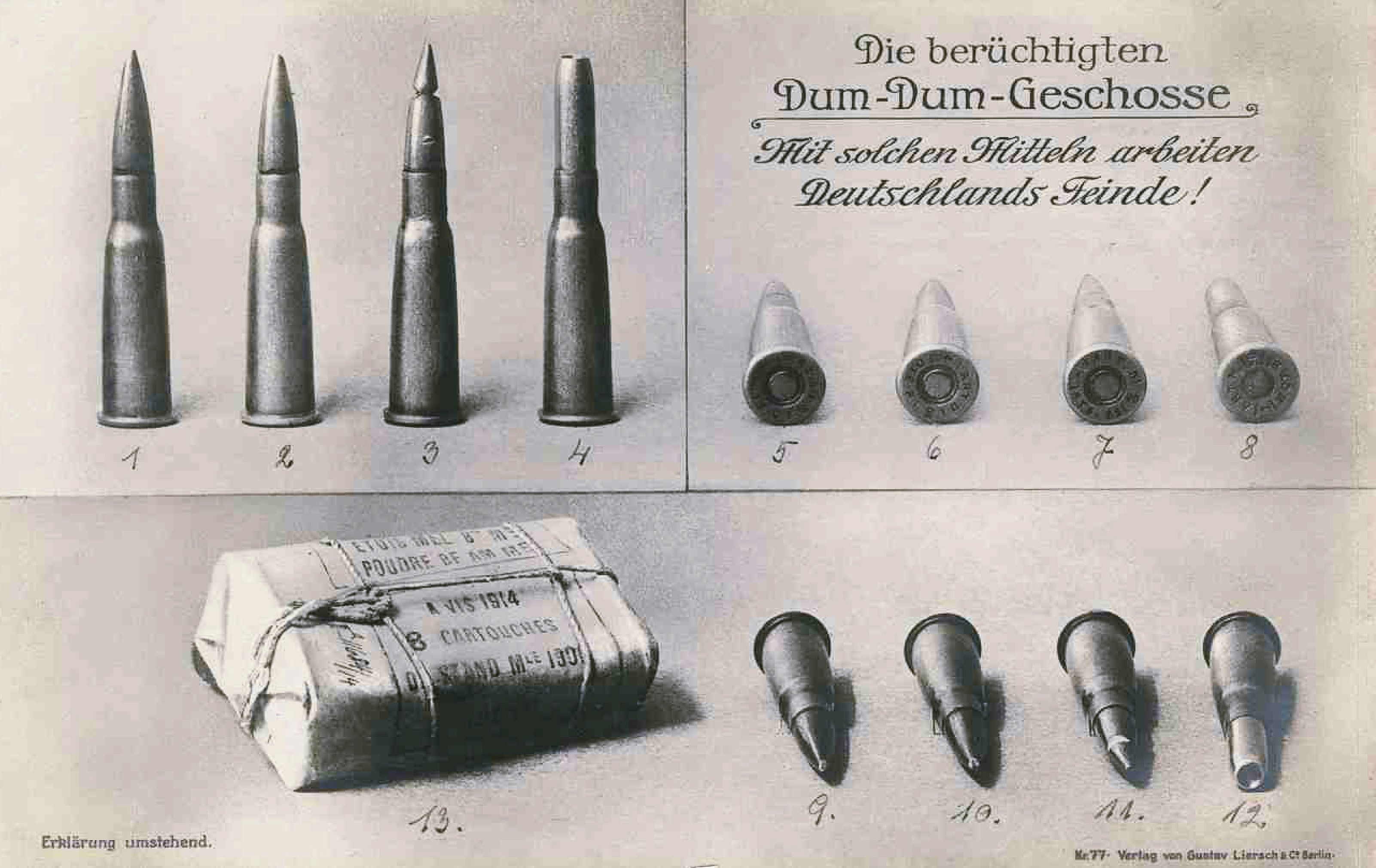
Propaganda germană din Primul Război Mondial: gloanțe franceze Dum-Dum (c. 1916)

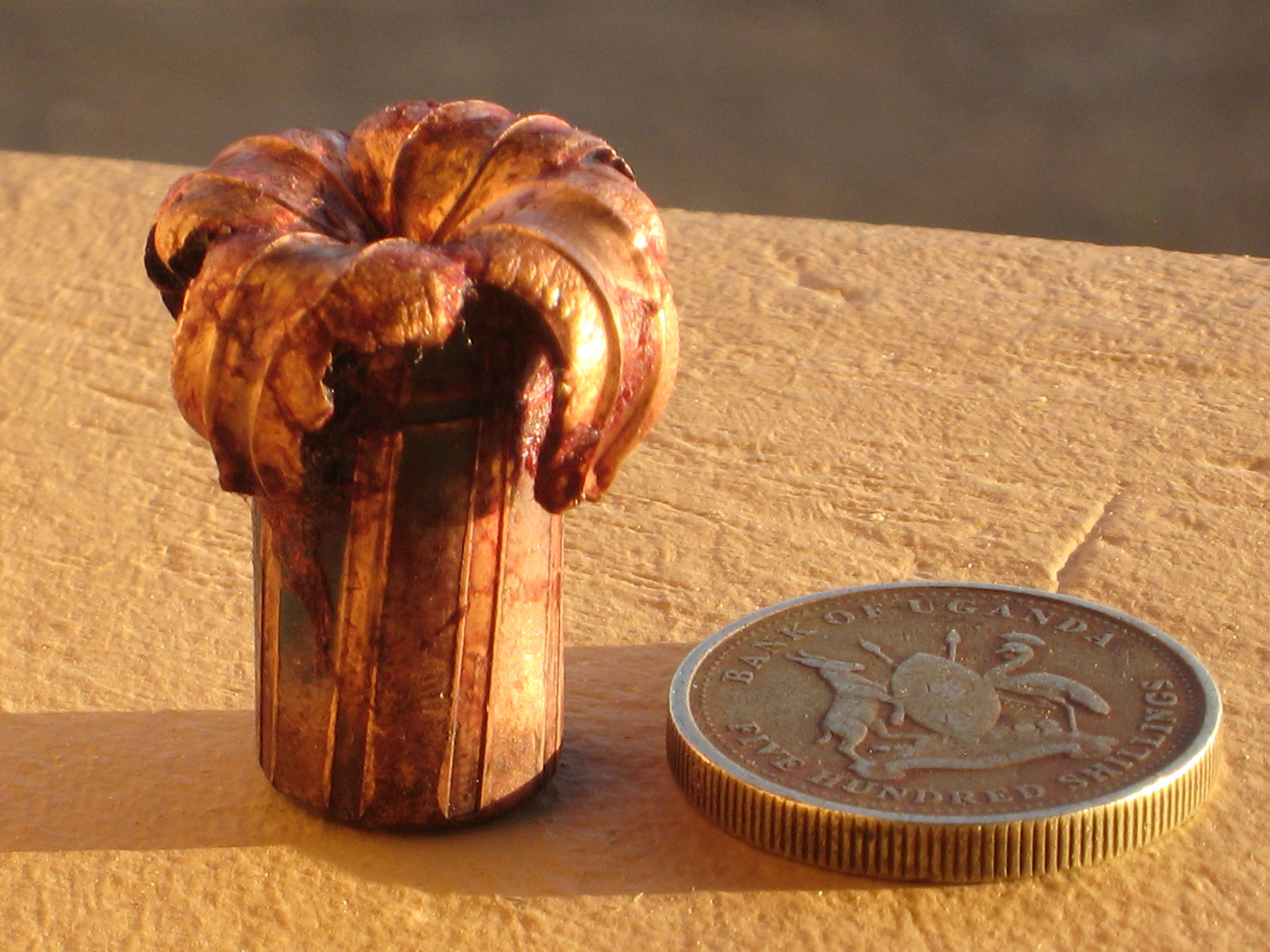
Ronda de vânătoare extinsă de .458 (lângă o monedă de 500 de șilingi ugandezi [23,5 mm diametru] pentru referință la dimensiune), după uciderea unui bivol african

Primele gloanțe erau fabricate în general sub formă de sfere din plumb aproape pur, un metal foarte moale. Acestea se aplatizau adesea la impactul cu ținta, provocând o rană mai mare decât diametrul inițial al glonțului. Dezvoltarea tehnologiei de ghintuit a permis utilizarea unor gloanțe mai lungi și mai grele, însă acestea erau încă fabricate, de obicei, din plumb moale și își puteau dubla diametrul la impact. În acest caz, expansiunea era mai degrabă un efect secundar al materialului folosit, neexistând dovezi că gloanțele erau proiectate special să se expandeze la impact.
Primele exemple de gloanțe proiectate special să se expandeze la impact au fost cele utilizate de puștile „express”, dezvoltate la mijlocul secolului al XIX-lea. Pentru a obține viteze foarte mari, aceste puști foloseau încărcături mai mari de praf de pușcă și gloanțe mai ușoare decât era obișnuit în acea vreme. O metodă de a ușura gloanțele era crearea unei cavități adânci în vârful glonțului. Acestea au fost primele gloanțe cu vârf cav și, pe lângă faptul că atingeau viteze mai mari, se deformau și semnificativ la impact. Gloanțele cu vârf cav funcționau bine la vânătoarea animalelor cu pielea subțire, însă aveau tendința să se fragmenteze la impactul cu vânatul mai mare, rezultând într-o penetrare insuficientă.
O soluție la această problemă a fost glonțul expansiv „cruciform”, un glonț solid cu o incizie în formă de cruce pe vârf. Această secțiune divizată se expanda doar până la adâncimea inciziei, reprezentând o formă timpurie a glonțului cu expansiune controlată.
La sfârșitul secolului al XIX-lea, inventarea prafului fără fum Cordite și a altor propulsori pe bază de nitroceluloză a permis atingerea unor viteze mai mari ale glonțului decât cu praful negru. Aceasta a dus la o traiectorie mai rectilinie și, implicit, la o probabilitate mai mare de a lovi ținta. Încercările de a limita reculul la un nivel acceptabil au condus la utilizarea unor cartușe cu viteză mai mare, care erau în general de calibru mai mic și mai ușoare. Pentru a preveni depunerile de plumb pe țeava puștii, cauzate de presiunile și vitezele mai mari, gloanțele din plumb moale au fost înlocuite cu gloanțele cu manta integrală din metal, recent introduse.
Totuși, a devenit rapid evident că aceste cartușe dure, de calibru mic, erau mai puțin eficiente în rănirea sau doborârea inamicului decât gloanțele din plumb moale, mai vechi și de calibru mare. În cadrul Armatei Indiene Britanice, Arsenalul Dum Dum a găsit o soluție: învelișul metalic a fost îndepărtat de la vârful glonțului, creând astfel primele gloanțe cu vârf moale.
Deoarece Mk II nu acoperea baza glonțului, exista riscul ca aceasta să rămână în țeava puștii la tragere. Această problemă potențială a dus la respingerea designului Dum Dum și a condus la dezvoltarea independentă a cartușelor britanice .303 Mk III, Mk IV (1897) și Mk V (1899). Acestea aveau vârf cav și mantaua care acoperea baza glonțului. Deși fabricate în Marea Britanie, nu la Arsenalul Dum Dum, numele „Dum-dum” era deja asociat cu gloanțele expansive și a continuat să fie folosit pentru orice tip de glonț expansiv.
Gloanțele expansive se deformau la impact la un diametru mult mai mare decât cel original de 7,92 mm, provocând răni cu un diametru mai mare decât cele produse de cartușele cu manta integrală. Cartușul Mk IV a avut un succes atât de mare la prima utilizare în Bătălia de la Omdurman, încât soldații britanici dotați cu gloanțe standard Mk II au început să îndepărteze vârful mantalei, transformându-le astfel în gloanțe improvizate de tip Dum-dum.
În 1898, guvernul german a depus un protest oficial împotriva utilizării cartușului Mk IV, susținând că rănile produse de acesta erau excesive și inumane, încălcând astfel legile războiului. Protestul se baza însă pe o comparație între rănile provocate de gloanțe expansive și non-expansive din puști de vânătoare sport cu viteză mare, nu pe o comparație între gloanțele expansive .303 britanice și cartușul militar precedent pe care îl înlocuiau, cartușul cu calibru mare .577/450 Martini-Henry⁠(d).
La impact, energia fiind aproximativ aceeași, rănile provocate de glonțul expansiv .303 erau mai puțin severe decât cele provocate de glonțul solid din plumb cu calibru mai mare folosit de pușca Martini-Henry.
Protestele germanice au fost eficiente, determinând interzicerea utilizării muniției expansive în război. Britanicii au înlocuit gloanțele cu vârf cav cu muniție cu manta integrală de metal și au folosit rezervele rămase de muniție expansivă pentru exerciții.
În timpul Convenției de la Haga din 1899, majoritatea delegaților au propus interzicerea utilizării muniției expansive, o propunere contestată de delegațiile americane și britanice. Istoricul Barbara Tuchman a scris că...
„Dezvoltate de britanici pentru a opri atacul triburilor fanatice, gloanțele au fost apărate cu vehemență de sir John Ardagh împotriva atacurilor înverșunate ale tuturor delegaților, cu excepția delegaților militari americani, căpitanul Crozier, a cărei țară urma să le folosească în Filipine. În războiul împotriva sălbaticilor, explica Ardagh unui public captivat, "oamenii străpunși de mai multe ori de proiectilele noastre de calibru mic, cu model recent, care fac găuri mici și curate", erau totuși capabili să înainteze și să ajungă la luptă corp la corp. Trebuia să se găsească o modalitate de a-i opri. "Soldatul civilizat, când este împușcat, recunoaște că este rănit și știe că cu cât este tratat mai repede, cu atât se va recupera mai repede. Se întinde pe targă și este evacuat de pe câmpul de luptă către ambulanță, unde este pansat sau bandajat. Barbarul fanatic, rănit în mod similar, continuă să înainteze cu sulița sau sabia în mână; iar înainte să aveți timp să-i explicați că atitudinea lui este o încălcare flagrantă a înțelegerii referitoare la modul de acțiune corect pentru un rănit - el v-ar putea tăia capul." ”
Cu toate acestea, restul delegaților la Convenția de la Haga din 1899 nu au fost convinși de argumentele lui Ardagh și au votat cu 22–2 pentru interzicerea utilizării a gloanțelor dumdum.

## Drept internațional
Convenția de la Haga din 1899, prin Declarația a III-a, interzice folosirea muniției expansive în luptele internaționale. Această interdicție este adesea atribuită în mod eronat Convențiilor de la Geneva, însă ea precede semnificativ aceste convenții și reprezintă, de fapt, o continuare a Declarației de la Sankt Petersburg din 1868, care anterior interzisese proiectilele explozibile sub 400 de grame.
Textul declarației specifică: „Prezenta Declarație este obligatorie numai pentru Puterile Contractante în cazul unui război între două sau mai multe dintre ele”. Până de curând, interdicția privind utilizarea muniției expansive era aplicabilă doar conflictelor armate internaționale dintre țările care au semnat-o. Conform studiului privind dreptul internațional cutumiar al Comitetului Internațional al Crucii Roșii, dreptul internațional cutumiar interzice acum utilizarea acestora în orice conflict armat. Statele Unite contestă acest lucru, susținând că utilizarea muniției expansive poate fi legală atunci când există o necesitate militară clară. Adoptarea unui amendament la Articolul 8 la Conferința de revizuire a Statutului de la Roma de la Kampala (2010) transformă utilizarea muniției expansive în conflictul armat non-internațional într-o crimă de război. Un exemplu de crimă de război care implică muniție expansivă este uciderea de către germani a prizonierilor sovietici la Jitomir în august 1941, ca experiment uman cu armament capturat de la Armata Roșie.
Deoarece Convenția de la Haga se aplică doar utilizării muniției expansive în război, utilizarea muniției cu gloanțe expansive rămâne legală în alte circumstanțe, cu excepția cazului în care este restricționată sau interzisă de legile locale. Exemple sunt utilizarea muniției expansive la vânătoare, unde se dorește oprirea rapidă a animalului, fie pentru a preveni pierderea unui vânat, fie pentru a asigura o moarte rapidă și lipsită de suferință a acestuia, precum și în cazul forțelor de ordine sau al apărării de sine, dacă poate fi necesară neutralizarea rapidă a unui agresor pentru a preveni pierderi suplimentare de vieți omenești sau dacă glonțul trebuie să rămână în țintă pentru a evita pagube colaterale.